# Enkärret
Enkärret är en tidigare småort på Ingarö i Värmdö kommun, Stockholms län. Orten är ett villa- och fritidshusområde beläget alldeles väster om insjön Återvallsträsket. I öster gränsar Enkärret till Hedvigsberg, även det ett villa- och fritidshusområde. I samband med tätortsavgränsningen 2015 kom småorten att inkluderas i tätorten Fågelvikshöjden.